# Ixora tidorensis
Ixora tidorensis är en måreväxtart som först beskrevs av Friedrich Anton Wilhelm Miquel, och fick sitt nu gällande namn av Cornelis Eliza Bertus Bremekamp. Ixora tidorensis ingår i släktet Ixora och familjen måreväxter. Inga underarter finns listade i Catalogue of Life.